# Čečkovice
Čečkovice (en allemand : Tschetschkowitz) est une commune du district de Havlíčkův Brod, dans la région de Vysočina, en République tchèque. Sa population s'élevait à 82 habitants en 2020.

## Géographie
Čečkovice se trouve à 8 km au nord de Chotěboř, à 21 km au nord-nord-est de Havlíčkův Brod, à 44 km au nord de Jihlava et à 94 km à l'est-nord-est de Prague.
La commune est limitée par Jeřišno au nord-ouest, par Rušinov au nord-est, par Maleč au sud, et par Víska à l'ouest.

## Histoire
La première mention écrite de la localité date de 1542.